# Robert Raymond
Robert "Bobby" Raymond (né le 7 août 1985 à Lucknow, Ontario) est un joueur professionnel canadien de hockey sur glace.

## Carrière
Bobby Raymond commence sa carrière en 2001 avec les Cougars de Burlington en Ligue de hockey junior de l'Ontario. En 2003, il va chez les Owen Sound Greys en Midwest Junior Hockey League. Raymond est élu meilleur défenseur de la ligue. En 2005, il entame des études de génie industriel au Rochester Institute of Technology et joue dans son équipe. Lors de la saison 2006-2007, l'équipe est celle qui a marqué le plus de points en Atlantic Hockey.
À la fin de ses études, il signe en mai 2009 un contrat avec une équipe européenne, l'Étoile noire de Strasbourg. Il revient ensuite en Amérique jouer la saison 2010-2011 de l'ECHL avec les Everblades de la Floride. Il fait un mois d'essai en octobre 2010 avec les Admirals de Norfolk en LAH qui ne le retiennent pas, Raymond reste avec les Everblades. En avril 2011, il remporte la Coupe Calder avec les Senators de Binghamton. Il prolonge son contrat pour jouer la saison 2011-2012 de la LAH. En septembre 2011, il partage l'entraînement des Sénateurs d'Ottawa et joue aussi de nouveau pour les Everblades de la Floride, remportant ainsi la Coupe Kelly. En août 2012, il reste ches les Everblades. Après un essai chez les Checkers de Charlotte, il revient en Floride en décembre et joue le reste de la saison de la LAH.
Il repart en Europe pour jouer le championnat d'Allemagne de hockey sur glace 2013-2014 chez les Iserlohn Roosters. La saison suivante, il signe pour les Adler Mannheim.

## Palmarès
- Coupe Calder :
  - Vainqueur (1) : 2011
- Coupe Kelly :
  - Vainqueur (1) : 2012
- Championnat d'Allemagne :
  - Champion (1) : 2015
- Championnat d'Allemagne D2 :
  - Champion (1) : 2022
- Coupe de France :
  - Vainqueur (1) : 2023